# کرومب الیاس
کرومب الیاس (به انگلیسی: Karumb Ilyas) یک منطقهٔ مسکونی در پاکستان است که در ناحیه راولپندی واقع شده‌است. کرومب الیاس ۲۷–۳۰thous نفر جمعیت دارد.